# 朱當滋
郯城康僖王朱當滋（1491年—1541年），明朝魯藩唯一一代郯城王，魯莊王朱陽鑄的第十二子（嫡子中排第五）。

## 生平
弘治九年（1496年）正月，獲賜名當滋。弘治十四年（1501年）十二月，封郯城王。
嘉靖二十年（1541年），朱當滋去世，享年五十一歲，諡號康僖。因其無子，郯城王的封爵被廢除。